# 陇东镇
陇东镇，是中华人民共和国四川省雅安市宝兴县下辖的一个乡镇级行政单位。2019年12月，撤销永富乡，将其所属行政区域划归陇东镇管辖。

## 行政区划
陇东镇下辖以下地区：
老场村、苏村、青江村、星火村、向兴村、自兴村、先锋村、新江村和崇兴村。